# Табісо Браун
Тобісо Браун (англ. Thabiso Brown; нар. 5 березня 1994 року, Лесото) — футболіст з Лесото, нападник місцевої команди «Kick4Life FC» та збірної Лесото з футболу. 9 липня 2016 року з'явилася інформація про зацікавленість у послугах молодого нападника з боку команди Прем'єр-Ліги України - одеського «Чорноморця».